# اچ‌ام‌اس کرویسدر (۱۹۰۹)
اچ‌ام‌اس کرویسدر (۱۹۰۹) (به انگلیسی: HMS Crusader (1909)) یک کشتی بود که طول آن ۲۵۵ فوت (۷۸ متر) بود. این کشتی در سال ۱۹۰۹ ساخته شد.